# Lucy Davis (Schauspielerin)

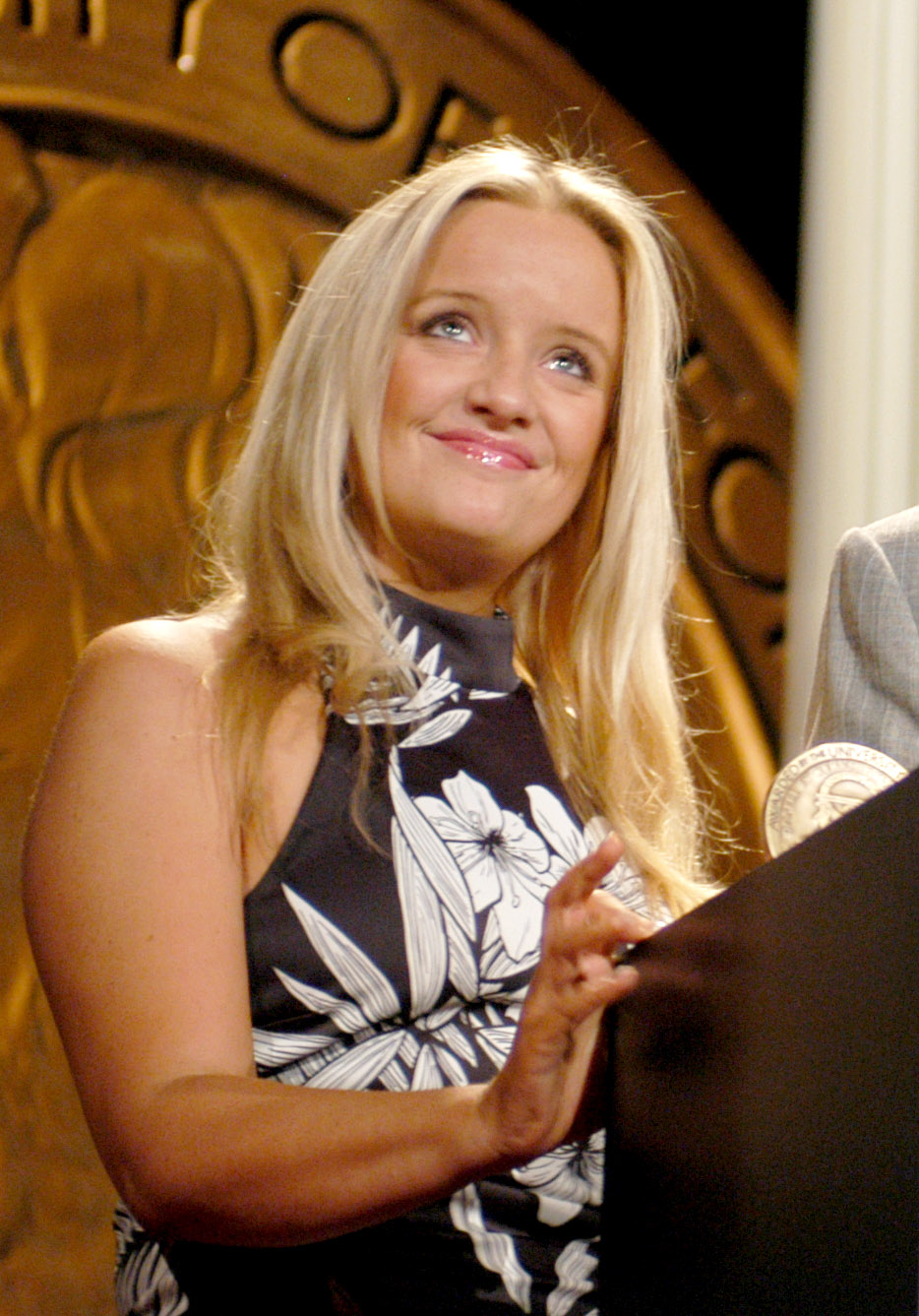
Lucy Davis (2004)

Lucy Clare Davis (* 2. Januar 1973 in Solihull, West Midlands) ist eine britische Schauspielerin, die durch ihre Rolle als Dawn Tinsley in der BBC-Fernsehserie The Office Bekanntheit erlangte.

## Leben und Karriere
Ihr Vater ist der Comedian Jasper Carrott.
1995 spielte Davis in der Literaturverfilmung Stolz und Vorurteil die Rolle der Maria Lucas. 2004 verkörperte sie in der britischen Horror-Komödie Shaun of the Dead die Rolle der Dianne.
Davis war von Dezember 2006 bis Oktober 2011 mit dem Schauspielkollegen Owain Yeoman verheiratet.

## Filmografie (Auswahl)
- 1995: Stolz und Vorurteil (Pride and Prejudice, TV-Miniserie, 5 Episoden)
- 2001–2003: The Office (Fernsehserie, 13 Episoden)
- 2004: Shaun of the Dead
- 2005: Rag Tale
- 2006: Garfield 2
- 2006: The TV Set
- 2006–2007: Alles Betty! (Ugly Betty, Fernsehserie, 2 Episoden)
- 2007: Californication (Fernsehserie, eine Episode)
- 2008: Reaper – Ein teuflischer Job (Reaper, Fernsehserie, 3 Episoden)
- 2010: Married Single Other (Fernsehserie, 6 Episoden)
- 2010: The Mentalist (Fernsehserie, eine Episode)
- 2011: Some Guy Who Kills People
- 2012: Family Guy (Fernsehserie, eine Episode)
- 2013: Death in Paradise (Fernsehserie, eine Episode)
- 2013: The Neighbors (Fernsehserie, eine Episode)
- 2015–2016: Maron (, 6 Episoden)
- 2015: NCIS (Fernsehserie, eine Episode)
- 2016–2017: Better Things (Fernsehserie, 8 Episoden)
- 2017: Wonder Woman
- 2018–2019: Tigtone (Fernsehserie, 5 Episoden, Stimme)
- 2018–2020: Chilling Adventures of Sabrina (Fernsehserie, 36 Episoden)
- 2019: Bob’s Burgers (Fernsehserie, eine Episode, Stimme)
- 2019: Carmen Sandiego (Fernsehserie, eine Episode, Stimme)
- seit 2022: Die Schurken von nebenan (The Villains of Valley View, Fernsehserie)